# Torzo železničního mostu přes Rokytku
Torzo železničního mostu přes Rokytku, nazývané také bývalý drážní most přes Rokytku u usedlosti Kolčavka nebo torzo viaduktu přes Rokytku, je zaniklý drážní most na železniční trati Těšnov - Vysočany. Zbytky pravé a levé části mostu se nacházejí na obou březích řeky Rokytka v části Libeň v městské části Praha 9. Nachází se také poblíž zaniklé osady, vily a ulice nazývané stejným jménem jako Kolčavka v geomorfologickém celku Pražská plošina.

## Historie a současnost
Torzo železničního mostu přes Rokytku je pozůstatkem železniční trati Rakouská severozápadní dráhy, která vedla z Prahy-Těšnova na nádraží Praha-Vysočany. Most byl postaven v roce 1870 a zůstaly po něm zbytky dvou mohutných mostních klenbových pilířů, které mají výšku cca 15 metrů a jsou umístěny po obou stranách upraveného koryta Rokytky. Slavnostní zahájení provozu na železniční trati proběhlo 26. října 1872 a drážní most byl používán k obousměrnému provozu vlakových souprav. Osobní doprava byla na trati ukončena v roce 1972 a nákladní až v roce 1984.

## Další informace
Pod bývalým mostem vede pražská cyklostezka A26, mezinárodní cyklostezka EuroVelo4 a také naučná stezka Městská část Praha 9 – severozápadní stezka. Existují také urbanistické studie jak most a jeho okolí vybudovat a lépe zpřístupnit veřejnosti.

## Galerie

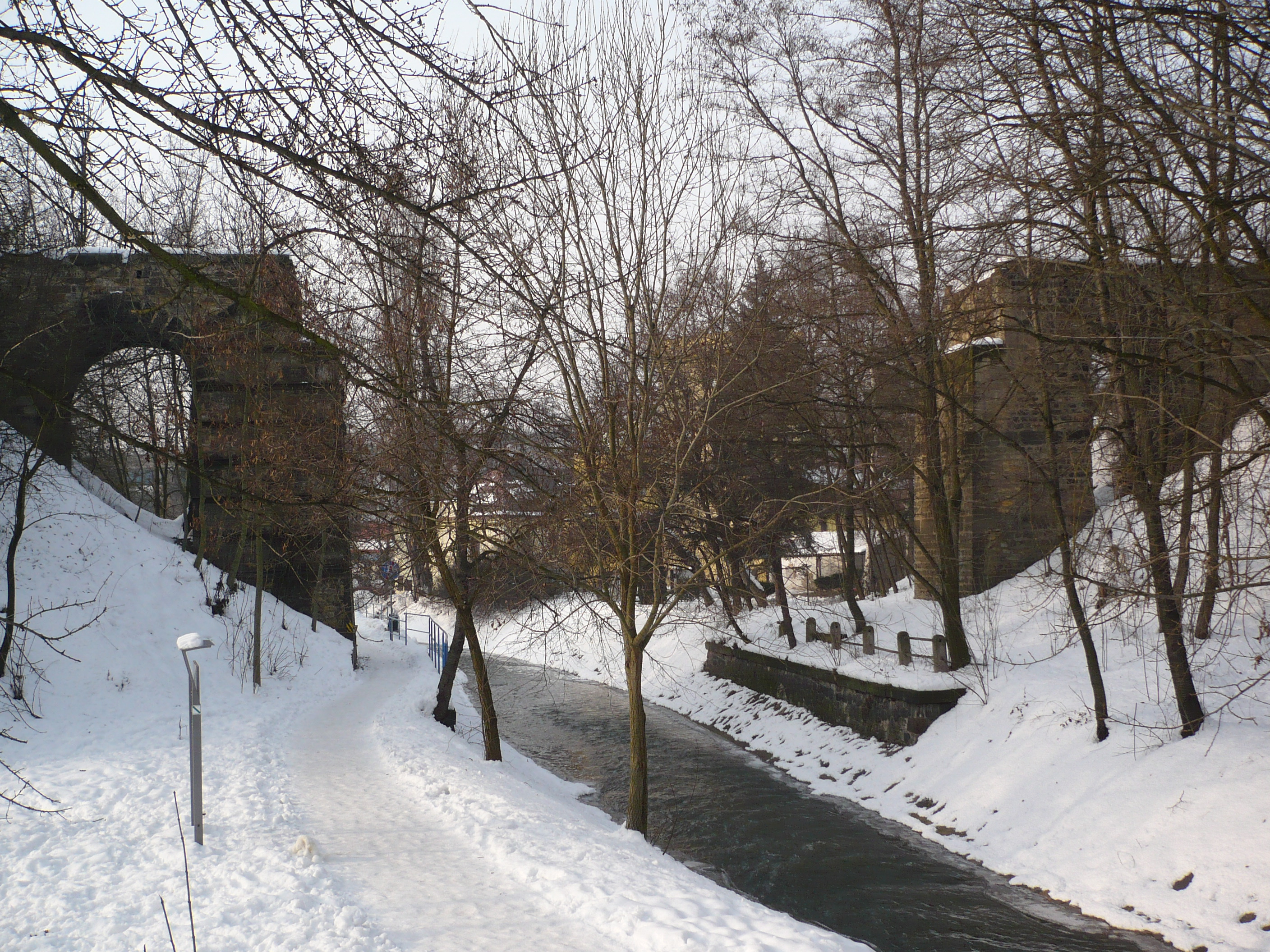
Leden 2010
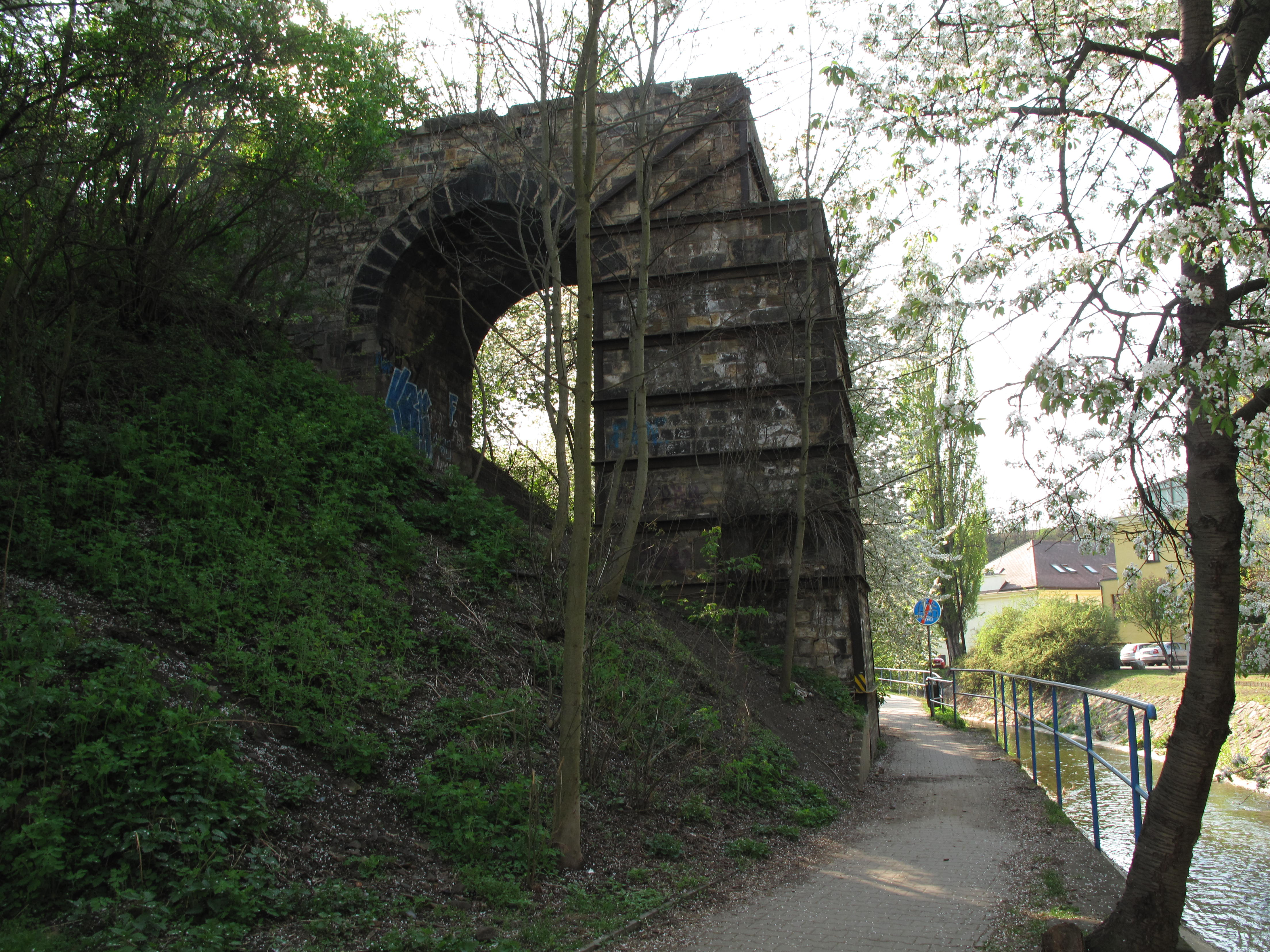
Jaro 2010
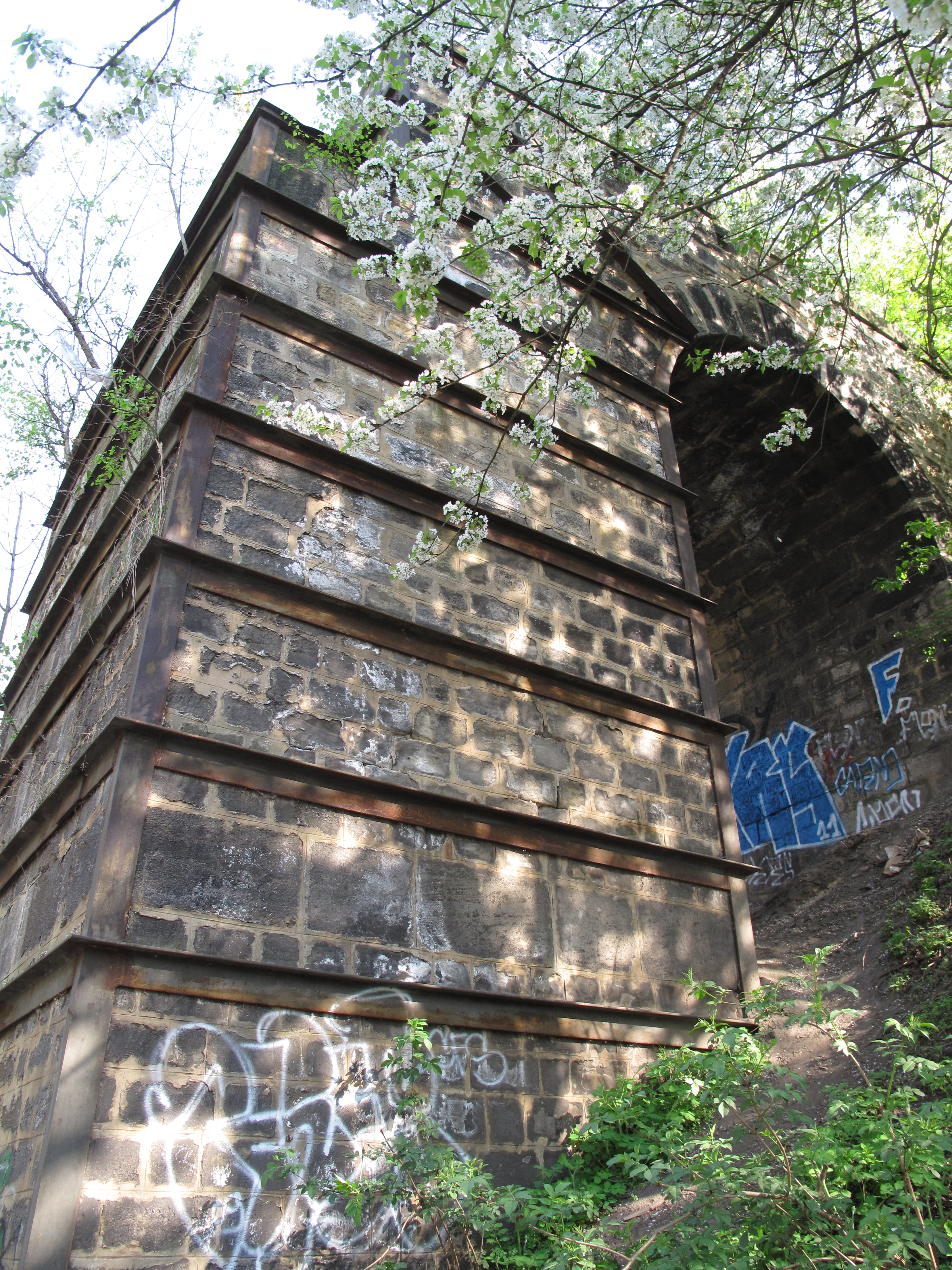
Jaro 2011
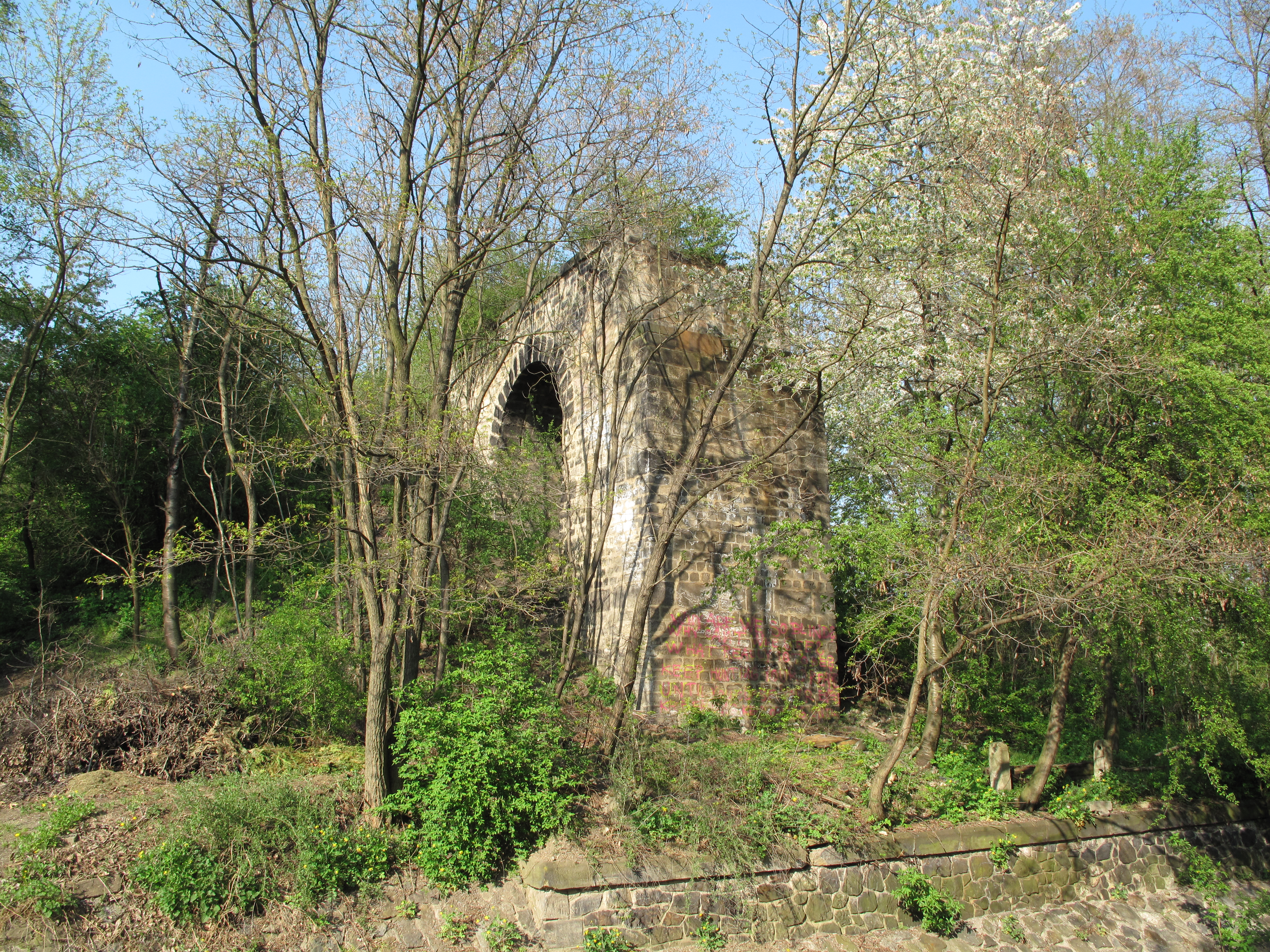
Jaro 2011
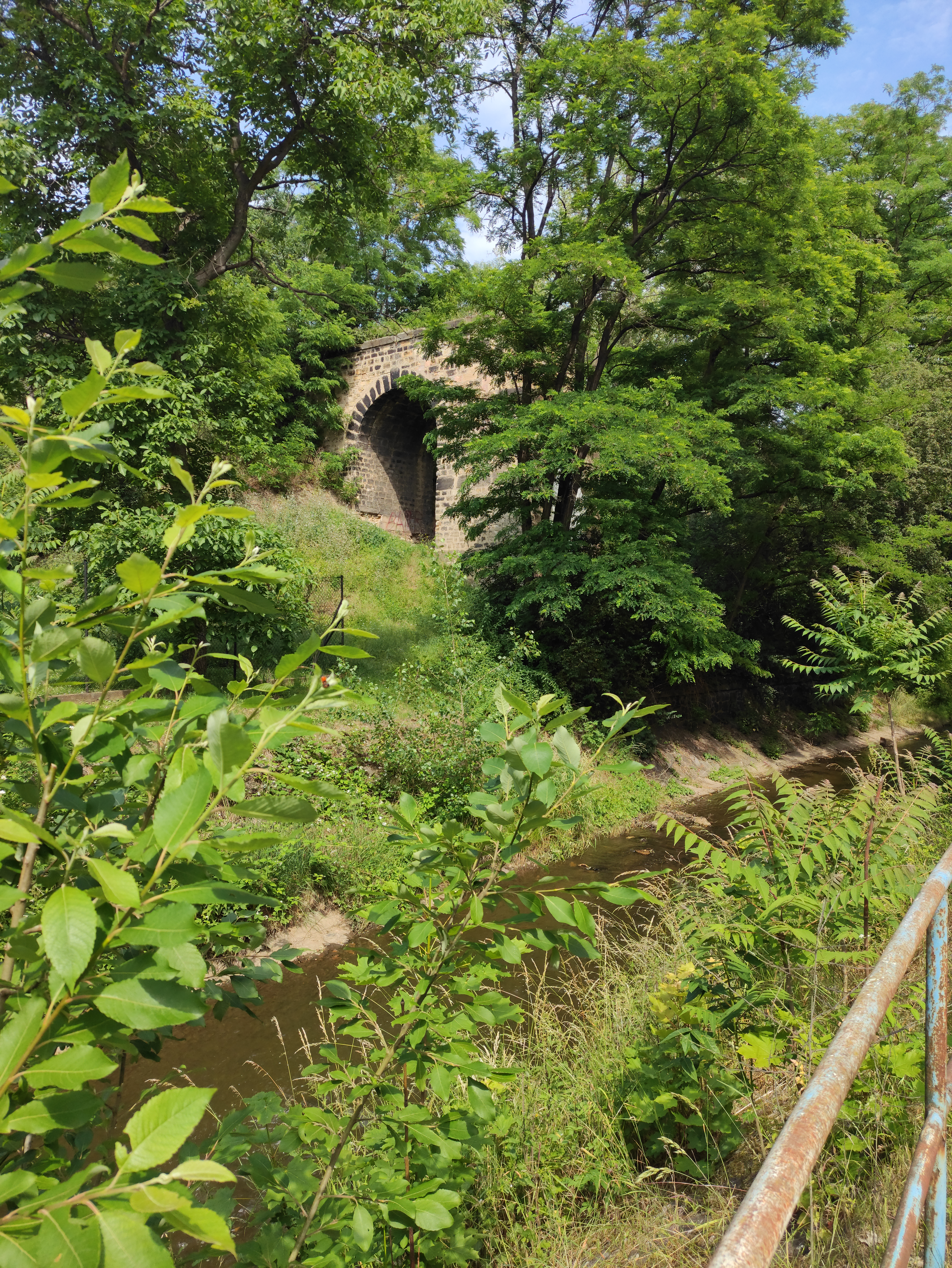
Červen 2023
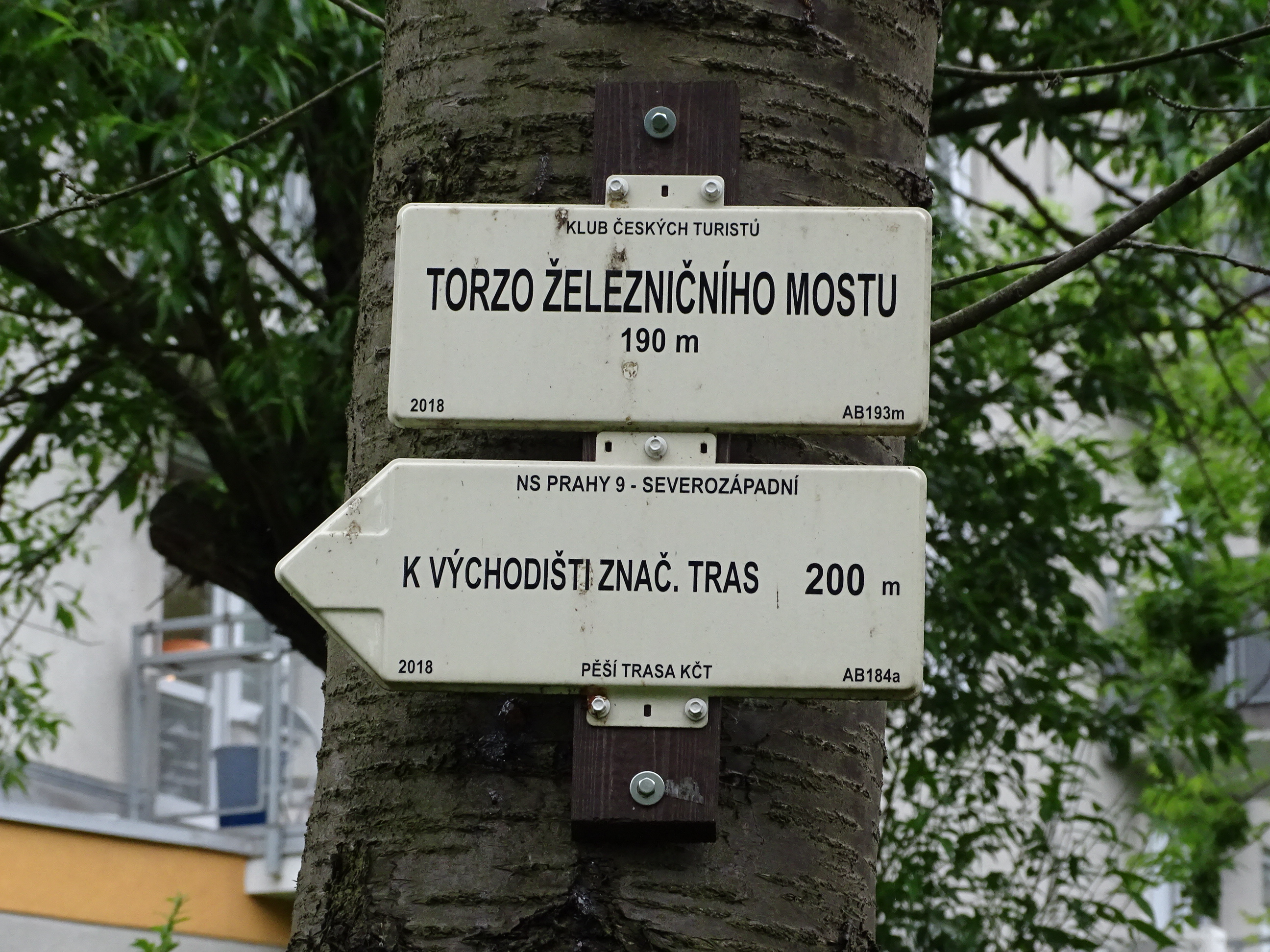
Turistický rozcestník